# Tony McQuay
Tony McQuay (West Palm Beach, Estados Unidos, 16 de abril de 1990) es un atleta estadounidense, especialista en la prueba de relevos 4 × 400 m, con la que ha logrado ser campeón olímpico en Río 2016 y campeón mundial en 2015.

## Carrera deportiva como relevista de 4 × 400 m
En el Mundial de Moscú 2013 gana el oro —por delante de los jamaicanos y los rusos—, en el Mundial de Pekín 2015 también ganan el oro —en esta ocasión por delante de los trinitenses y británicos—, y al año siguiente en las Olimpiadas celebradas en Río de Janeiro vuelve a participar y contribuir a que su equipo logre el oro, en esta ocasión tras los jamaicanos y los bahamenses.
Además ha conseguido la medalla de plata en 400 m en el Mundial de Moscú 2013, tras su compatriota LaShawn Merritt.